# WTX

ATX 메인보드 크기 비교; 후면은 왼쪽에 있다.
FlexATX (9 xx)
마이크로ATX (9.6 xx)
Mini ATX (11.2 xx)
표준 ATX (12 xx)
Extended ATX (EATX) (12 xx)
WTX (14 xx)

WTX(Workstation Technology Extended의 약어)는 1998년 9월 인텔이 IDF에서 고사양, 멀티프로세서, 다중 하드 디스크 서버 및 워크스테이션에 사용하기 위해 도입한 메인보드 폼 팩터 사양이다. 이 사양은 주요 OEM(컴팩, 델, 후지쯔, 게이트웨이, 휴렛 팩커드, IBM, 인터그래프, NEC, 지멘스 닉스도르프, 유맥스) 및 메인보드 제조업체(에이서, 아수스, 슈퍼마이크로, 타이안)의 지원을 받았으며, 1999년 2월에 업데이트(1.1)되었다. 2008년 현재 이 사양은 단종되었으며, www.wtx.org는 더 이상 웹사이트를 호스팅하지 않으며, 적어도 2004년 이후로 인텔이 소유하지 않았다.
이 폼 팩터는 고사양 시스템의 요구 사항에 특별히 맞춰졌으며, WTX 전용 24핀 및 22핀 몰렉스 커넥터를 사용하는 WTX 전원 공급 장치 (PSU)에 대한 사양을 포함했다.
WTX 사양은 새로운 메인보드 및 섀시 폼 팩터를 표준화하고, 상대적인 프로세서 위치를 고정하며, 프로세서가 위치한 섀시 부분을 통해 대량의 공기 흐름을 허용하기 위해 만들어졌다. 이를 통해 표준 폼 팩터 메인보드와 섀시를 사용하여 더 까다로운 열 관리 요구 사항을 가진 프로세서를 통합할 수 있었다.
ATX보다 큰 WTX 메인보드의 최대 크기는 14 × 16.75 in (356 × 425 mm)였다. 이는 더 많은 통합 구성 요소를 수용하기 위해 더 많은 공간을 제공하기 위한 의도였다.
WTX 컴퓨터 케이스는 ATX 메인보드와 역호환되었으며(그 반대는 아님), 때때로 ATX 전원 공급 장치와 함께 제공되었다.

## 같이 보기
- eATX: 304.8 × 330.2 mm (12 × 13 in) 크기의 ATX 버전.
- SWTX: 서버 워크스테이션 기술 확장